# Roger Allam
Roger William Allam (Londen, 26 oktober 1953) is een Engels acteur. Hij is hoofdzakelijk bekend van zijn carrière in het theater, maar buiten dat is hij verscheidene keren te zien geweest in films en op televisie. Allam speelde Javert in de originele productie van Les Misérables in Londen (1985).

## Biografie
In 2000 speelde Allam de rol van Adolf Hitler in de theaterproductie Speer van David Edgar in het Royal National Theatre (Londen). Allam heeft één Laurence Olivier Award gewonnen. Dit was voor zijn rol van Captain Terri Denis in Privates on Parade. Deze productie opende in december 2001 in het Donmar Warehouse (Londen). In november 2002 deelde hij samen met Gillian Anderson een rol in de romantische komedie What the Night is For van Michael Weller in het Comedy Theatre. In 2003 vertolkte Allam Willy Brandt, in het toneelstuk Democracy van Michael Frayn. Dit toneelstuk draaide in het Royal National Theatre. Toen deze productie werd verplaatst naar het West End, bleef hij spelen in het toneelstuk. In december 2004 en januari 2005 verscheen Allam in de Pantomime, Alladin, in het Old Vic theater. Deze rol vertolkte hij samen met Ian McKellen, Maureen Lipman en Sam Kelly. Deze rol speelde hij nog een keer in 2006 en 2007 (samen met Ian McKellen and Frances Barber).
In augustus 2005 verscheen Allam in het toneelstuk Blackbird van David Harrower op het Edinburgh Festival. De regisseur in deze productie was Peter Stein. In februari 2006 verhuisde de productie naar het Albery Theatre. Verder verscheen hij in 2006 in The Queen van Stephen Frears. Zijn laatste optreden op West End was in februari 2007 in Boeing Boeing in het Comedy Theatre. Deze rol werd mede-vertolkt door Mark Rylance, Frances de la Tour en Tamzin Outhwaite. In 2008 speelde Allam de rol van Max Reinhardt in Afterlife van Michael Frayn. De producer van dit toneelstuk was Michael Blakemore en de productie verscheen in het nationale theater van Londen.
Naast zijn werk in het theater droeg Allam ook bij aan radioprogramma's voor de BBC. Hij deed vaak mee aan de zogeheten "radiodrama's". In 2001 vertolkte hij op Radio 4 van de BBC de rol van Jean Valjean (Les Misérables) in zo'n radiodrama. Zijn bekendste rol is die van copiloot Douglas Richardson in de radiokomedie Cabin Pressure. Vanaf 2012 speelt hij inspector Fred Thursday in de detectiveserie Endeavour.

## Filmografie
- Murder in Provence (2022)
- The Missing (2016) (televisieserie)
- A Royal Night Out (2015)
- The Lady in the Van (2015)
- The Book Thief (2013)
- The Angels' Share (2012)
- Endeavour (2012-2023) (televisieserie)
- The Iron Lady (2011)
- The Curse of Steptoe (2008)
- Speed Racer (2008)
- The Thick of It (2006)
- The Wind That Shakes the Barley (2006)
- The Queen (2006)
- V for Vendetta (2006)
- A Cock and Bull Story (2005)
- The Inspector Lynley Mysteries: The Seed of Cunning (2005) (televisiefilm)
- The Roman Spring of Mrs. Stone (2003) (televisie)
- Strangers (2003)
- Foyles War (2002) (televisie)
- RKO 281 (1999) (televisie)
- Heartbeat (1998)
- The Creatives (1998) (televisieserie)
- Midsomer Murders (1998) (televisieserie)
- Inspector Morse (1997)
- A Landing On the Sun (1994) (televisie)
- Shakespeare: The Animated Tales (1992) (miniserie) (stem)
- The Investigation: Inside a Terrorist Bombing (1990) (televisie)
- Ending Up (1989) (televisie)
- The fairy queen (La reine des fées) (1989) (televisie)
- Wilt (1989)

## Prijzen
Allam is drie keer genomineerd voor de Laurence Olivier Award voor Beste Acteur; twee daarvan heeft hij gewonnen. Ook heeft hij de Laurence Olivier Award voor de Beste Bijrol in handen gekregen.
- Biblioteca Nacional de España: XX5092542
- Bibliothèque nationale de France: cb14149129w (data)
- Gemeinsame Normdatei: 1092234144
- International Standard Name Identifier: 0000 0001 2034 5143
- Library of Congress Control Number: no96042523
- MusicBrainz: 8afe4c0e-14bd-44fe-8a22-f88c3438152a
- Nationale Bibliotheek van Tsjechië: xx0123916
- Nationale Bibliotheek van Israël: 987007451253705171
- Nederlandse Thesaurus van Auteursnamen: 313066744
- Système universitaire de documentation: 079054781
- Virtual International Authority File: 143572910
- WorldCat: E39PBJrC8tRbxpbFHjgGxxKDbd